# Близниця (село)
Близниця (до 1939 року — колонія Близнецька, Близнячка) — колишнє село у Емільчинській волості Новоград-Волинського повіту Волинської губернії та Кривотинській і Михайлівській сільських радах Ємільчинського району Коростенської і Волинської округ, Київської та Житомирської областей.

## Населення
В кінці 19 століття налічувалося 207 мешканців та 36 дворів, у 1906 році — 153 жителі та 25 дворів.
Станом на 1923 рік в селі налічувалося 52 двори та 291 мешканець.

## Історія
В кінці 19 століття — Близнячка, пол. Bliżniecka, колонія Емільчинської волості Новоград-Волинського повіту, за 70 км (64 версти) від повітового міста Новограда-Волинського (Звягеля).
У 1906 році — Близнецька (рос. Близнецкая), колонія Емільчинської волості (2-го стану) Новоград-Волинського повіту Волинської губернії. Відстань до повітового центру, м. Новоград-Волинський, становила 60 верст, до волосного центру, містечка Емільчин — 20 верст. Найближче поштово-телеграфне відділення розташовувалося в Емільчині.
У 1923 році увійшла до складу новоствореної Кривотинської сільської ради, котра, від 7 березня 1923 року, стала частиною новоутвореного Емільчинського (згодом — Ємільчинський) району Коростенської округи. Розміщувалася за 20 верст від районного центру, міст. Емільчин, та 3 версти від центру сільської ради, слободи Кривотин.
До 1939 року — колонія. У 1941—44 роках в поселенні утворено сільську управу. На 1 вересня 1946 року населений пункт обліковується як хутір Близниця Кривотинської сільської ради. Станом на 2 вересня 1954 року — село; відповідно до рішення Житомирського облвиконкому № 1087 «Про перечислення населених пунктів в межах районів Житомирської області», передане до складу Михайлівської сільської ради Ємільчинського району. 5 березня 1959 року повернуте до складу Кривотинської сільської ради Ємільчинського району.
Зняте з обліку 5 грудня 1985 року, відповідно до рішення виконкому Житомирської обласної ради.